# George Seton (3e comte de Winton)
George Seton, 3e comte de Winton (décembre 1584 - 17 décembre 1650) est un notable royaliste écossais.

## Biographie
Il est le deuxième fils de Robert Seton (1er comte de Winton) et 6e Lord Seton, par son épouse Margaret, fille de Hugh Montgomerie (3e comte d'Eglinton).
Seton est connu, avant la maladie de son frère aîné, sous le nom de "George Seton de St Germans". Son tuteur catholique Stephen Ballantyne est critiqué par le presbytère de Tranent et les anciens de Haddington  provoquent son renvoi. Deux autres tuteurs catholiques sont licenciés après la pression du Kirk. Les frères Seton, comme beaucoup d'autres aristocrates écossais, terminent leurs études en France .
Son frère aîné Robert Seton, 2e comte de Winton, n'a aucun descendant et renonce au comté le 26 juin 1606, au profit de George, qui poursuit les développements que son frère et son père avaient commencé à Seton Palace, et plus tard, en 1630, à Port Seton, ainsi que dans les nombreux domaines sous son contrôle à la fois dans ce comté et dans le Linlithgowshire.
En 1619, il construit le manoir de Winton près de Pencaitland, la tour précédente ayant été incendiée lors de l'invasion anglaise du comte de Hertford, et restaure le parc, le verger et les jardins qui l'entourent.
Lorsque le roi Jacques VI d'Écosse revient en Écosse en 1617, il passe sa deuxième nuit, après avoir traversé la rivière Tweed, au palais de Seton, et le roi Charles Ier y est reçu deux fois, avec toute sa suite, en 1633.

## Guerre des Trois Royaumes
En 1639, au début de la rébellion écossaise contre la Couronne, Lord Winton quitte le pays et attend que le roi Charles Ier après la pacification de Berwick le récompense pour ses loyaux services, pour lesquels les rebelles lui font un grand tort ; et par la suite tout au long des guerres civiles, il est constamment harcelé.
Lorsque James Graham (1er marquis de Montrose) commande les forces royales en 1645, le fils aîné du comte, George, Lord Seton, le rejoint et est fait prisonnier lors de la désastreuse bataille de Philiphaugh. George, Lord Seton meurt avant son père, en 1648.
George, comte de Winton, entre dans les « Engagements » pour le sauvetage du roi en 1648, en donnant 1 000 £ sterling au duc de Hamilton, le commandant en chef, en cadeau gratuit pour son équipage.
Comme son père, le comte subit une longue série de petites persécutions de la part des presbytèriens de Haddington en raison de son allégeance à la foi catholique romaine. Par exemple, le 4 novembre 1648, les presbytériens ordonnent « de purger la maison de Setoun des « serviteurs papistes », et de procéder à la fois contre eux et contre le comte de Wintoun s'il les protège ou les réprime après avertissement ».
Lorsque le roi Charles II vient en Écosse en juin 1650, le comte de Winton est en permanence à ses côtés jusqu'en novembre. Il rentre ensuite chez lui à Seton pour se préparer à sa présence au couronnement, mais meurt le 17 décembre de la même année.

## Famille

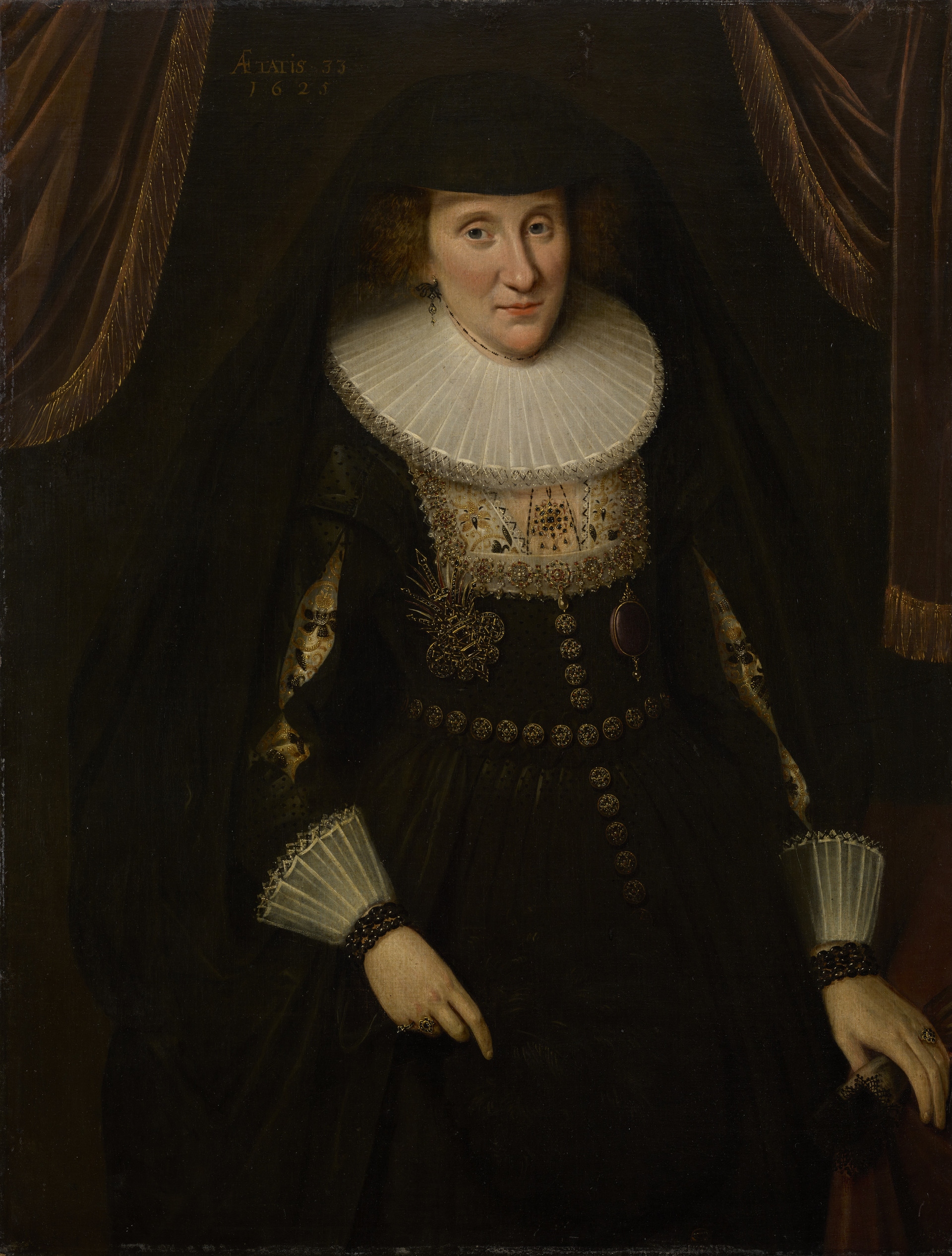
Sa première épouse, Lady Ann Hay

Lord Winton est marié deux fois. Il épouse en 1609, Anna Hay, fille aînée de Francis Hay (9e comte d'Erroll) et Elizabeth Douglas, fille du comte de Morton. Elle est dame d'honneur d'Anne de Danemark. Ils ont cinq fils et trois filles, dont :
- George, Lord Seton (d.1648)
- Alexander Seton (1er vicomte de Kingston)
- Elizabeth (1621-1650), mariée en 1637 à William Keith (7e comte Marischal).

De sa seconde épouse, Elizabeth, fille unique de John Maxwell, 6e Lord Herries de Terregles, Lord Winton a six fils et six filles, dont :
- William
- Christopher, considéré comme un grand érudit. Ces deux frères et un précepteur, en allant "en voyage à l'étranger, sont rejetés en mer sur les côtes de Hollande en 1648".
- John Seton de Garleton
- Robert Seton (mort en 1673), fait ses études au Scots College de Douai[2] .
- Ann, mariée à Winton House en avril 1654, à John Stuart, 2e comte de Traquair, dont elle a trois fils et une fille.
- Mary, épouse James Dalzell, 3e comte de Carnwath, dont elle a une fille, également nommée Mary, qui épouse Lord John Hay, deuxième fils du marquis de Tweeddale, brigadier-général sous le duc de Marlborough.

## Sources
- Brown, Peter, éditeur, The Peerage of Scotland, Édimbourg, 1834, pp. 94-5.
- Anderson, William, The Scottish Nation, Édimbourg, 1867, vol.ix, p. 659.
- Townend, Peter, éditeur, Burke's Peerage, Baronetage and Knightage, 105e édition, Londres, 1970, p. 914.